# Elektronski muzički instrument
Elektronski muzički instrument je muzički instrument koji proizvodi zvuk koristeći elektroniku. Takav instrument proizvodi zvuk stvaranjem električnog, elektronskog ili digitalnog audio signala koji je ultimatno priključen na pojačavač snage, koji pokreće zvučnik stvarajući zvuk koji izvođač i slušalac čuju.

## Rani primeri
U 18. veku muzičari i kompozitori su prilagodili niz akustičnih instrumenata kako bi iskoristili novinu električne energije. Stoga, u najširem smislu, prvi električni muzički instrument bila je tastatura Deni dor iz 1753, a ubrzo je sledilo električno čembalo Francuza Žan-Baptiste de Laborda 1761. Deni dor se sastojao od tastaturnog instrumenta sa preko 700 žica, elektrifikovan privremeno radi poboljšanja zvučnog kvaliteta. Elektirčno čembalo je bio instrument sa tastaturom sa električnim aktiviranjem plektre (trzalice). Međutim, nijedan instrument nije koristio električnu energiju kao izvor zvuka.
Prvi električni sintisajzer izumeo je 1876. godine Elajša Grej. „Muzički telegraf“ bio je slučajni nusproizvod njegove telefonske tehnologije kada je Grej slučajno otkrio da može da kontroliše zvuk iz samovibrirajućeg elektromagnetnog kola i tako izumeo osnovni oscilator. Muzički telegraf je koristio čelične cevi koje su oscilovale dejstvom elektromagneta i signal je prenošen telefonskom linijom. Grej je takođe u kasnije modele ugradio jednostavan zvučnik, koji se sastojao od dijafragme koja vibrira u magnetnom polju.
Značajan izum, koji je kasnije duboko uticao na elektronsku muziku, bila je audicija 1906. godine. To je bila prva trioda, kao i prvi termionski ventil, ili vakuumska cev i koja je dovela do stvaranja i pojačavanja električnih signala, radio-difuzije i elektronskog računanja, između ostalog. Drugi rani sintetizatori su telharmonijum (1897), teremin (1919), Jerg Magerov sfarofon (1924) i Taubmanov partiturofone sličan elektrondi (1933), Moris Martenotov onde Martenot („Martenoovi talasi”, 1928), Trautvajnov trautonijum (1930). Melertion (1933) je koristio nestandardnu skalu, Bertrandov dinafon je mogao da proizvede oktave i savršene petine, dok je emikon bio američki instrument kontrolisan tastaturom koji je bio konstruisan 1930. godine, a nemački helertion je kombinovao četiri instrumenta za proizvodnju akorda. Pojavila su se i tri ruska instrumenta, Oubouhofov krojks sonore (1934), Ivor Daregova mikrotonalna „oboa sa elektronskom tastaturom“ (1937) i ANS sintesajzer, koji je konstruisao ruski naučnik Evgeni Murzin od 1937. do 1958. Izgrađena su samo dva modela potonjeg instrumenta, a jedini sačuvani primerak trenutno se čuva na Univerzitetu Lomonosov u Moskvi. On je korišćen je u mnogim ruskim filmovima - poput Solarisa - za stvaranje neobičnih, „kosmičkih“ zvukova.
Hju Le Kejn, Džn Hanert, Rejmond Skot, kompozitor Persi Grajndžer (sa Bernet Krosom) i drugi izgradili su niz automatizovanih elektronsko-muzičkih kontrolera tokom kasnih 1940-ih i 1950-ih. Dafne Oram je 1959. godine proizvela novi metod sinteze, svoju tehniku „oramika“, vođenu crtežima na 35 mm filmskoj traci; to je korišteno niz godina u BBC radiofonskoj radionici. Ova radionica je takođe bila odgovorna za temu TV serije Doktor Hu, komad, koji je uglavnom stvorila Delija Derbišir, a koji je više nego bilo koji drugi osigurao popularnost elektronske muzike u Velikoj Britaniji.

### Telharmonijum
Godine 1897, Tadeus Kahil je patentirao instrument nazvan Telharmonijum (ili Teleharmonijum, poznat i kao Dinamafon). Koristeći tonske točkiće za generisanje muzičkih zvukova kao električnih signala pomoću aditivne sinteze, instrument bio je sposoban da proizvede bilo koju kombinaciju nota i prizvuka, na bilo kom dinamičkom nivou. Ova tehnologija je kasnije korištena za dizajn Hamond organa. Između 1901. i 1910. godine Kahil je napravio tri progresivno veće i složenije verzije, prva je težila sedam tona, a poslednja veđe od 200 tona. Prenosivost se ostvarivala samo železnicom i uz upotrebu trideset vagona. Do 1912. javni interes je oslabio, a Kahilovo preduzeće je bankrotiralo.

## Analogna sinteza 1950–1980
Najčešće korišćeni elektronski instrumenti su sintisajzeri, tako nazvani jer veštački generišu zvuk koristeći razne tehnike. Sve rane sinteze zasnovane na električnim kolima uključivale su upotrebu analognih kola, posebno naponom kontrolisanih pojačala, oscilatora i filtera. Važan tehnološki razvoj bio je Rejmond Skotov pronalazak Klavivoks sintisajzera 1956. godine sa podsklopom Roberta Muga. Francuski kompozitor i inženjer Edgar Varez stvorio je razne kompozicije koristeći elektronske rogove, zviždaljke i kasete. On je zapažen po pisanju Elektronske poeme za Filipsov paviljon na Svetskom sajmu u Briselu 1958. godine.

### Modularni sintisajzeri
RCA je proizveo eksperimentalne uređaje za sintezu glasa i muzike 1950-ih. Mark II muzički sintisajzer, smešten u Kolumbijsko-prinstonskom elektronskom muzičkom centru u Njujork Sitiju. Uređaj koji su dizajnirali Herbert Belar i Hari Olson pri RCA, uz doprinose Vladimira Usačevskog i Petera Mozija, instaliran je na Univerzitetu Kolumbija 1957. godine. Uređaj se sastojao od niza međusobno povezanih komponenti sinteze zvuka koji su ispunjavali celu sobu, i mogao je da proizvodi muziku samo putem programiranja, pomoću sekvencera za papirnu traku sa izbušenim otvorima za kontrolu izvora tona i filtera, slično mehaničkom sviraču klavira, ali sposobnom da generiše širok spektar zvukova. Sistem vakuumski cevi morao je da se popravi da bi se formiral boja zvuka.
Šezdesetih godina 20. veka sintisajzeri su još uvek bili ograničeni na studije zbog svoje veličine. Obično su bili modularnog dizajna, njihovi samostalni izvori signala i procesori bili su povezani komunikacionim kablovima ili na drugi način i kontrolisani zajedničkim upravljačkim uređajem. Harald Bode, Don Bukla, Hju Le Kejn, Rejmond Skot i Pol Ketof bili su među prvima koji su izgradili takve instrumente, krajem 1950-ih i početkom 1960-ih. Bukla je kasnije proizveo komercijalni modularni sintisajzer, Bukla elektronski muzički instrument. Robert Mug, koji je bio student Petera Mozija i jedan od inženjera RCA Marka II, stvorio je sintisajzer koji bi muzičari mogli relativno lako da koriste, dizajnirajući kola dok je bio pri Kolumbija-Prinstonu. Mugov sintisajzer je prvi put prikazan na konvenciji Društva audio inženjera 1964. godine. To je bilo neophodno iskustvo za postavljanje zvukova, ali je bilo manje i intuitivnije od onoga što mu je prethodilo, manje nalik na mašinu, a više na muzički instrument. Mug je uspostavio standarde za kontrolni interfejs, koristeći logaritamsku 1 voltu po oktavi za kontrolu tona i zasebni signal za aktiviranje. Ova standardizacija je omogućila sintisajzerima različitih proizvođača da simultano funkcionišu. Kontrola visine tona se obično izvodila bilo pomoću tastature u stilu organa ili muzičkim sekvencerom koji je proizvodio vremensku seriju kontrolnih napona. Tokom kasnih 1960-ih stotine popularnih snimaka koristilo je Mugove sintisajzere. Među ostalim ranim komercijalnim proizvođačima sintisajzera bili su ARP, koji je takođe počeo sa modularnim sintisajzerima pre proizvodnje sveobuhvatnih instrumenata, i britanska firma EMS.

### Integrisani sintisajzeri
Mug je 1970. godine dizajnirao Minimug, nemodularni sintisajzer sa ugrađenom tastaturom. Analogna kola su međusobno bila povezana prekidačima u pojednostavljenom rasporedu nazvanom „normalizacija“. Iako manje fleksibilan od modularnog dizajna, normalizacija je instrument učinila prenosivijim i lakšim za upotrebu. Minimug je prodao 12.000 jedinica. Dalje je standardizovan dizajn narednih sintisajzera sa integrisanom tastaturom, kontrolama za visinu ton i modulaciju i VCO->VCF->VCA protokom signala. Ti instrumenti su se proslavili svojim „debljim“ zvukom - ali i problemima sa podešavanjem. Minijaturizovane čvrste komponente omogućile su sintisajzerima da postanu samostalni prenosni instrumenti koji su se ubrzo pojavili u predstavama uživo i ušli u široku upotrebu u popularnoj muzici i elektronskoj umetničkoj muzici.

## Literatura
- Wells, Peter (2004), A Beginner's Guide to Digital Video, AVA Books (UK), стр. 10, ISBN 2-88479-037-3
- „Mellotron Mark VI (1999-) Images”. Mellotron (Canada).
- „Streetly Mellotron M4000”. Sound on Sound (October 2007). „Mellotron M4000's control panel identical to the M400's, aside from the addition of four buttons and an LED display to operate the cycling mechanism.”
- „Digital Mellotron M4000D”. Mellotron (Canada). „The front panel user interface has 2 TFT-displays of high quality and are capable of showing pictures of the actual instruments.”
- "Electronic music": Dictionary.com Unabridged (v 1.1). Random House, Inc.  (accessed: August 19, 2007)

## Spoljašnje veze
- 120 Years of Electronic Music
- A chronology of computer and electronic music (including instruments) Архивирано на веб-сајту  (28. фебруар 2017)
- History of Electronic Music (French)
- Tons of Tones !! : Site with technical data on Electronic Modelling of Musical Tones  Архивирано на веб-сајту  (31. август 2011)
- DIY Hardware and Software Discussion forum at Electro-music.com
- The Synth-DIY email list
- Ken Stone's Do-It-Yourself Page Архивирано на веб-сајту  (30. април 2017)
- Music From Outer Space Архивирано на веб-сајту  (11. јануар 2006) Information and parts to self-build a synthesizer.
- SDIY wiki Архивирано на веб-сајту  (6. децембар 2020) a wiki about DIY electronic musical instruments
- Horniman Museum's music gallery, London, UK. Has one or two synths behind glass.
- Moogseum, Asheville, North Carolina, USA
- Musical Museum, Brentford, London, UK. Mostly electro-mechanical instruments.
- Musical Instrument Museum, Phoenix, Arizona, USA
- Staatliches Institut für Musikforschung Архивирано на веб-сајту  (11. децембар 2020), Berlin, Germany
- Swiss Museum & Center for Electronic Music Instruments
- The National Music Centre Collection, Canada
- Vintage Synthesizer Museum, California, USA
- Washington And Lee University Synthesizer Museum Архивирано на веб-сајту  (15. август 2018), Washington, USA